# Lepidostoma ixtlahuaca
Lepidostoma ixtlahuaca is een schietmot uit de familie Lepidostomatidae. De soort komt voor in het Neotropisch gebied.